# Yeom Ki-hun
Yeom Ki-hun ((염기훈?, 廉基勳?); Haenam, 30 marzo 1983) è un allenatore di calcio ed ex calciatore sudcoreano, di ruolo attaccante, vice allenatore della nazionale indonesiana.

## Palmarès

### Club

#### Competizioni nazionali
- Coppa della Corea del Sud: 1

Suwon Bluewings: 2010
- Korean League Cup: 1

Ulsan Hyundai: 2007

#### Competizioni internazionali
- AFC Champions League: 1

Jeonbuk Hyundai: 2006